# Избори за председника Северне Македоније 2019.
Избори за председника Северне Македоније 2019. одржани су у два круга 21. априла и 5. маја. Били су то први председнички избори након ступања на снагу Преспанског споразума којим је окончан спор са Грчком око имена и промењено име државе у Северна Македонија. Ђорге Иванов, који је био велики противник Преспанског споразума, није могао да се кандидује због уставних ограничења, након што је обављао председничку функцију током два узастопна петогодишња мандата.
У првом кругу тесно је победио кандидат владајућег Социјалдемократског савеза Македоније Стево Пендаровски, освојивши 42,84% гласова. Гордана Сиљановска-Давкова, кандидаткиња коју је подржао ВМРО-ДПМНЕ, освојила је 42,24% гласова.
У другом кругу победио је Стево Пендаровски, који је тако постао пети председник Северне Македоније од стицања независности.

## Резултати
| Кандидат | Странка                             | Први круг | Први круг | Други круг | Други круг |
| Кандидат | Странка                             | Гласови   | %         | Гласови    | %          |
| --- | ----------------------------------- | --------- | --------- | ---------- | ---------- |
| Стево Пендаровски | Социјалдемократски савез Македоније | 323.714   | 42,84     | 436.212    | 51,66      |
| Гордана Сиљановска-Давкова | ВМРО-ДПМНЕ                          | 319.225   | 42,24     | 377.713    | 44,73      |
| Блерим Река | Алијанса за Албанце                 | 79.921    | 10,58     |            |            |
| неважећи гласови | неважећи гласови                    | 32.811    | 4,34      | 30.437     | 3,60       |
| Укупно гласача | Укупно гласача                      | 755.702   | 100       | 844.360    | 100        |
| Регистровани гласачи/Излазност | Регистровани гласачи/Излазност      | 1.808.131 | 41,79     | -          | 46,70      |
| Извор: Државна изборна комисија (други круг) Архивирано на веб-сајту (29. мај 2019) (први круг) Архивирано на веб-сајту (5. мај 2019) |                                     |           |           |            |            |